# Mesochorus rupesus
Mesochorus rupesus là một loài tò vò trong họ Ichneumonidae.